# Richard Gaitet
Richard Gaitet, né à Lyon en 1981, est un journaliste et écrivain français.

## Biographie
Il crée le Jukebox littéraire sur Radio Nova ou « Nova Book box » depuis 2011 ou le « Prix de la page 111 » depuis 2012, ainsi que le prix de Chlore en 2017.
Il publie Tête en l'air en 2018, et L'Express souligne la dimension comique de ce récit.
Depuis 2020, dans le podcast « Bookmakers, les écrivains au travail », Richard Gaitet s'entretient longuement (jusqu'à trois heures) avec des écrivains (Philippe Jaenada, Delphine de Vigan, Mohamed Mbougar Sarr, etc.) dont il recueille les secrets d'écriture, s'attachant à décrire les mécanismes de la création littéraire. Ses entretiens avec Alice Zeniter et Nicolas Mathieu réalisés pour l'émission « Bookmakers » sont publiés aux éditions Points.

## Publications
- Les Heures pâles, sous le pseudonyme de Gabriel Robinson, Intervalles (2013),  (ISBN 978-2369560029)

- Découvrez Mykonos hors saison, Intervalles (2014),  (ISBN 978-2369560029)

- L’Aimant (avec les dessins de Riff Reb’s), Intervalles (2016),  (ISBN 978-2369560326)

- Tête en l'air, Paulsen (2018),  (ISBN 978-2375021880)

- Rimbaud Warriors, Paulsen (2019),  (ISBN 978-2375020685)